# Amaral
Amaral este o trupă spaniolă de pop rock și folk rock. Membrii formației sunt Eva Amaral și Juan Aguirre.

## Discografie
- 1998 - Amaral
- 2000 - Una pequeña parte del mundo
- 2002 - Estrella de mar
- 2005 - Pájaros en la cabeza
- 2008 - Gato negro◆Dragón rojo
- 2011 - Hacia lo salvaje